# Menarini
Menarini ist ein 1886 gegründetes italienisches Pharmaunternehmen mit Sitz in Florenz. Die Menarini-Group ist das größte italienische Pharmaunternehmen und in mehr als 140 Ländern weltweit vertreten. Die Gruppe verfügt weltweit über neun Forschungszentren und 18 Produktionsstätten.

## Geschichte
Im Jahre 1915 zog das Unternehmen von Neapel nach Florenz.
1976 wurde die Abteilung „Menarini Diagnostics“ gegründet, die derzeit über 13 Tochterunternehmen verfügt. Seit 1978 verfügt die Menarini-Gruppe über eine eigene Forschungsabteilung (R&D – Research & Development) in der derzeit ca. 930 Mitarbeiter tätig sind. 1992 übernahm Menarini das Unternehmen Berlin-Chemie, über das es Zugang zum osteuropäischen Markt erhielt. 1994 wurde eine eigene Abteilung für freiverkäufliche Arzneimittel, die „OTC Division“ gegründet. 2006 wurde die Arzneimittelproduktion von der AWD.pharma gekauft. Das Werk in Dresden erhielt daraufhin wieder den historischen Namen von Heyden.
In 2003 wurde Menarini Biotech gegründet, infolgedessen erfolgten mehrere Akquisitionen, z. B. von Silicon Biosystems, Cell Search (2013 resp. 2016) und 2020 von Stemline, eine biopharmazeutische Firma aus New York City, ursprünglich an der NASDAQ gelistet, jedoch nach dem Kauf durch Menarini wieder delistet. Stemline vermarktet in den USA und der EU Elzonris (Tagraxofusp, Behandlung von erwachsenen Patienten mit blastischer plasmazytoider dendritischer Zellneoplasie (BPDCN)), Orserdu (Elacestrant, Behandlung von postmenopausalen Frauen oder erwachsenen Männern mit ER-positivem, HER2-negativem, ESR1-mutiertem fortgeschrittenem oder metastasiertem Brustkrebs) und Nexpovio (Selinexor, Behandlung des multiplen Myeloms (MM), wenn die Erkrankung nach einer anderen Behandlung erneut aufgetreten ist).